# Gundam
Gundam (ガンダム Gandamu) là dòng sản phẩm truyền thông khoa học viễn tưởng được sản xuất bởi Sunrise, dòng sản phẩm này xoay quanh những người máy khổng lồ (mecha) với tên gọi "Gundam". Dòng sản phẩm này được khởi đầu vào ngày 7 tháng 4 năm 1979 với bộ phim Mobile Suit Gundam, bộ phim cùng với các sản phẩm phụ đã tạo ra một dòng sản phẩm bao gồm phim truyền hình, OVAs, phim điện ảnh, truyện tranh, tiểu thuyết và trò chơi điện tử. Cùng với đó là cả một ngành công nghiệp Mô hình người máy, được biết đến với cái tên Gunpla. Gunpla chiếm 90% thị trường mô hình nhân vật.
Gundam đã thu về hơn 5 tỷ USD bán lẻ vào năm 2000. Năm 2014, doanh thu hằng năm của dòng Gundam đạt 80 tỷ Yên, trong đó 18.4 tỷ là từ doanh thu bán lẻ mặt hàng đồ chơi và sản phẩm sưu tầm. Tháng 6 năm 2018, Gundam đứng thứ 15 trong số các dòng sản phẩm truyền thông có doanh thu cao nhất mọi thời đại, ước tính đã thu về hơn 15 tỷ USD (tương đương 350.575 tỷ đồng).

## Tổng quan

### Khái niệm ban đầu
Mobile Suit Gundam được phát triển bởi Yoshiyuki Tomino và một nhóm các nhà sáng tạo của Sunrise với tên gọi Hajime Yatate. Bộ phim ban đầu được đặt tên là Freedom Fighter Gunboy (hay Gunboy), hướng chủ yếu vào đối tượng là các bé trai. Giai đoạn phát triển ban đầu có nhiều chi tiết liên quan tới cụm từ Tự Do: The White Base - Căn Cứ Trắng ban đầu được đặt tên là Freedom's Fortress - Pháo Đài Tự Do, chiến đấu cơ Core Fighter thì được gọi là Freedom Wing - Đôi Cánh Tự Do và vận chuyển cơ Gunperry được gọi là Freedom Cruiser - Tuần Dương Tự Do.
Nhóm Yatate đã kết hợp từ Gun với âm dom cuối của từ freedom để tạo thành chữ Gundom, sau đó Tomino đã thay đổi lại thành Gundam, nhằm ý nghĩa là một đơn vị chiến đấu bằng súng có sức mạnh đủ để ngăn chặn kẻ địch như một chiếc đập nước. Từ khái niệm này, Gundam thường là những đơn vị nguyên mẫu hoặc sản xuất giới hạn, có sức mạnh vượt trội hơn so với các đơn vị sản xuất hàng loạt.
Đa số Gundam là các người máy khổng lồ, đi bằng hai chân được điều khiển bởi con người từ trong buồng lái, buồng lái được dặt ở thân, còn phần đầu có chức năng như thiết bị quan sát.

### Đột phá
Mobile Suit Gundam là bộ phim đi tiên phong trong thể loại Người Máy Thực Thụ (Real Robot), một nhánh con của thể loại Mecha, khác với người anh em Super Robot, Mobile Suit Gundam đã áp dụng tính chân thực vào trong thiết kế người máy: sử dụng năng lượng, đạn dược hữu hạn, khả năng xảy ra lỗi vận hành. Công nghệ mà Gundam sử dụng được dựa trên các công nghệ đời thực (Điểm Lagrange, Vòng xoay O'Neill trong không gian), hoặc các công nghệ khả thi có chút yếu tố hư cấu (Vật lý Minovsky)

### Dòng thời gian
Đa số các bộ phim dòng Gundam lấy bối cảnh thời gian vào thời đại được biết đến với tên gọi Kỉ Nguyên Vũ Trụ (Universal Century - UC), các bộ phim Gundam sau này thì được đặt vào các dòng thời gian khác nhau. Tuy nhiên, Mặc dù các bộ phim Gundam sau này lấy bối cảnh thời gian khác nhau để tăng tính sáng tạo, Kỉ Nguyên Vũ Trụ vẫn được nhiều người yêu thích, UC đã đặt nền móng cho dòng Gundam, tạo ra tiêu chuẩn cho thể loại Khoa Học Viễn Tưởng Cấp Cao trong hoạt hình Nhật Bản, bộ phim Gundam đầu tiên đã đánh dấu sự trưởng thành của thể loại Người Máy Khổng Lồ. Tính hoài niệm về những bộ phim Gundam cũ, là biểu tượng của nền văn hóa đại chúng Nhật Bản hiện đại, các yếu tố đó đã tạo nên sự thành công không ngừng cho dòng phim này.

### Dẫn xuất
- SD Gundam: Gundam mang hình dáng ngộ nghĩnh, cốt truyện hài hước, vui nhộn.
- Model Suit Gunpla Builders Beginning G và Gundam Build Fighters: cốt truyện lấy bối cảnh đời thực, với Gundam, được sử dụng để tham gia thi đầu đối kháng như một môn thể thao.

## Sản phẩm

### Phim truyền hình, phim điện ảnh, phim ngắn
Ngoại trừ bộ Mobile Suit Gundam 00 lấy bối cảnh thời gian thực tế, tất cả các dòng phim Gundam được xếp vào các giai đoạn giả tưởng, khởi đầu bằng một sự kiện kinh thiên động địa hoặc một loạt các sự kiện chấn động liên tiếp. Bối cảnh thường thay đổi giữa Trái Đất, Ngoài Không Gian, Cộng đồng Không Gian và trong một số trường hợp có cả Mặt Trăng và các Hành Tinh Nhân Tạo.
| Tên                                                            | Phân loại              | Thời gian phát hành    | Bối cảnh                    |
| -------------------------------------------------------------- | ---------------------- | ---------------------- | --------------------------- |
| Mobile Suit Gundam                                             | TV series              | 1979–1980              | UC 0079                     |
| Mobile Suit Gundam                                             | Compilation movies     | 1981–1982              | UC 0079                     |
| Mobile Suit Zeta Gundam                                        | TV series              | 1985–1986              | UC 0087                     |
| Mobile Suit Zeta Gundam                                        | Compilation movies     | 2005–2006              | UC 0087                     |
| Mobile Suit Gundam ZZ                                          | TV series              | 1986–1987              | UC 0088                     |
| Mobile Suit Gundam: Char's Counterattack                       | Movie                  | 1988                   | UC 0093                     |
| Mobile Suit SD Gundam                                          | Movies                 | 1988, 1989, 1991, 1993 |                             |
| Mobile Suit SD Gundam                                          | OVA                    | 1989–1991              |                             |
| Mobile Suit SD Gundam                                          | Compilation TV series  | 1993                   |                             |
| Mobile Suit Gundam 0080: War in the Pocket                     | OVA                    | 1989                   | UC 0079-80                  |
| Mobile Suit Gundam F91                                         | Movie                  | 1991                   | UC 0123                     |
| Mobile Suit Gundam 0083: Stardust Memory                       | OVA                    | 1991–1992              | UC 0083                     |
| Mobile Suit Gundam 0083: Stardust Memory                       | Compilation movie      | 1992                   | UC 0083                     |
| Mobile Suit Victory Gundam                                     | TV series              | 1993–1994              | UC 0153                     |
| Mobile Fighter G Gundam                                        | TV series              | 1994–1995              | Future Century 60           |
| Mobile Suit Gundam Wing                                        | TV series              | 1995–1996              | After Colony 195            |
| Mobile Suit Gundam Wing                                        | Compilation specials   | 1996                   | After Colony 195            |
| Mobile Suit Gundam: The 08th MS Team                           | OVA                    | 1996–1999              | UC 0079                     |
| Mobile Suit Gundam: The 08th MS Team                           | Compilation movie      | 1998                   | UC 0079                     |
| After War Gundam X                                             | TV series              | 1996                   | After War 15                |
| Gundam Wing: Endless Waltz                                     | OVA                    | 1997                   | After Colony 196            |
| Gundam Wing: Endless Waltz                                     | Compilation movie      | 1998                   | After Colony 196            |
| Turn A Gundam                                                  | TV series              | 1999–2000              | Correct Century 2343-5      |
| Turn A Gundam                                                  | Compilation movies     | 2002                   | Correct Century 2343-5      |
| G-Saviour                                                      | Live-action movie      | 2000                   | UC 0223                     |
| Gundam Neo Experience 0087: Green Diver                        | Specialty format movie | 2001                   | UC 0087                     |
| Gundam Evolve                                                  | Animated shorts        | 2001–2007              |                             |
| Mobile Suit Gundam SEED                                        | TV series              | 2002–2003              | Cosmic Era 71               |
| Mobile Suit Gundam SEED                                        | Compilation specials   | 2004                   | Cosmic Era 71               |
| Superior Defender Gundam Force                                 | TV series              | 2003–2004              |                             |
| Mobile Suit Gundam MS IGLOO: The Hidden One Year War           | OVA                    | 2004                   | UC 0079                     |
| Mobile Suit Gundam SEED Destiny                                | TV series              | 2004–2005              | Cosmic Era 73               |
| Mobile Suit Gundam SEED Destiny                                | Compilation specials   | 2006                   | Cosmic Era 73               |
| Mobile Suit Gundam MS IGLOO: Apocalypse 0079                   | OVA                    | 2006                   | UC 0079                     |
| Mobile Suit Gundam SEED C.E. 73: Stargazer                     | OVA                    | 2006                   | Cosmic Era 73               |
| Mobile Suit Gundam 00                                          | TV series              | 2007–2008              | Anno Domini 2307-8, 2312    |
| Mobile Suit Gundam 00                                          | Compilation specials   | 2009                   | Anno Domini 2307-8, 2312    |
| Mobile Suit Gundam MS IGLOO 2: Gravity Front                   | OVA                    | 2009                   | UC 0079                     |
| Mobile Suit Gundam Unicorn                                     | OVA                    | 2010–2014              | UC 0096                     |
| Mobile Suit Gundam Unicorn                                     | Compilation TV series  | 2016                   | UC 0096                     |
| SD Gundam Sangokuden Brave Battle Warriors                     | Movie                  | 2010                   |                             |
| SD Gundam Sangokuden Brave Battle Warriors                     | TV series              | 2010                   |                             |
| Mobile Suit Gundam 00 the Movie: A Wakening of the Trailblazer | Movie                  | 2010                   | Anno Domini 2314            |
| Model Suit Gunpla Builders Beginning G                         | OVA                    | 2010                   |                             |
| Mobile Suit Gundam AGE                                         | TV Series              | 2011–2012              | Advanced Generation 115-164 |
| Mobile Suit Gundam AGE                                         | Compilation specials   | 2013                   | Advanced Generation 115-164 |
| Gundam Build Fighters                                          | TV series              | 2013–2014              | Our Century                 |
| Mobile Suit Gundam-san                                         | TV series              | 2014                   |                             |
| Gundam Reconguista in G                                        | TV series              | 2014–2015              | Regild Century 1014         |
| Gundam Build Fighters Try                                      | TV series              | 2014–2015              | Our Century                 |
| Gundam Build Fighters Try                                      | Special episode        | 2016                   | Our Century                 |
| Mobile Suit Gundam: The Origin                                 | OVA                    | 2015–2018              | UC 0068, 0071, 0078         |
| Mobile Suit Gundam: Iron-Blooded Orphans                       | TV series              | 2015–2017              | Post Disaster 323, 325      |
| Mobile Suit Gundam Thunderbolt                                 | OVA                    | 2015–2017              | UC 0079                     |
| Mobile Suit Gundam Thunderbolt                                 | Compilation movies     | 2016–2017              | UC 0079                     |
| Mobile Suit Gundam: Twilight AXIS                              | OVA                    | 2017                   | UC 0096                     |
| Mobile Suit Gundam: Twilight AXIS                              | Compilation movie      | 2017                   | UC 0096                     |
| Gundam Build Fighters: Battlogue                               | OVA                    | 2017                   | Our Century                 |
| Gundam Build Fighters: GM's Counterattack                      | OVA                    | 2017                   | Our Century                 |
| Gundam Build Divers                                            | Prologue OVA           | 2018                   | Our Century                 |
| Gundam Build Divers                                            | TV Series              | 2018                   | Our Century                 |
| Mobile Suit Gundam Narrative                                   | Movie                  | 2018                   | UC 0097                     |
| Gundam Build Diver Re:rise                                     | TV Series              | 2019 -2020             | Our Century                 |
| Mobile Suit Gundam: Hathaway's Flash                           | Movie                  | 2021                   | UC 0105                     |
| Mobile Suit Gundam: Cucuruz Doan's Island                      | Movie                  | 2022                   | UC 0079                     |
| Mobile Suit Gundam: The Witch From Mercury                     | Prologue ONA           | 2022                   | A.S. 101                    |
| Mobile Suit Gundam: The Witch From Mercury                     | TV Series              | 2022-2023              | A.S. 122                    |
| Gundam Build Metaverse                                         | ONA                    | 2023                   | Our Century                 |
| Mobile Suit Gundam SEED Freedom                                | Movie                  | 2024                   | Cosmic Era 75               |
| Gundam: Requiem for Vengeance                                  | ONA                    | TBA                    | UC 0079                     |
| Mobile Suit Gundam: Iron-Blooded Orphans: Urðr-Hunt            | TBA                    | TBA                    | Post Disaster 323           |

### Truyện tranh và tiểu thuyết
Truyện tranh chuyển thể Gundam được xuất bản dưới ngôn ngữ tiếng Anh ở Bắc Mỹ thông qua một số công ty, như Viz Media, Del Rey Manga và Tokyopop, và ở Singapore bởi Chuang Yi.

### Trò chơi điện tử
Gundam đã sản sinh ra hơn 80 đầu trò chơi điện tử cho hệ thống game thẻ, máy tính và hệ thống giải trí tại nhà. Đa số các trò chơi điện tử Gundam chỉ được phát hành tại Nhật Bản.

### Mô hình Gundam
Hàng trăm mô hình Gundam, chủ yếu làm từ nhựa cứng, đôi khi từ nhựa dẻo và kim loại đã được phát hành. Chất lượng trải dài từ đồ chơi trẻ em đến nhà sưu tầm chuyên nghiệp rồi tiêu chuẩn trưng bày, thường nằm trong các tỷ lệ 1:60, 1:100 hoặc 1:144. Các mẫu quảng cáo 1:6 hoặc 1:12 được chuyển cho các nhà bán lẻ và không được thương mại hóa. Nhằm kỷ niệm 30 năm Gundam, một mẫu RX-78-2 Gundam tỉ lệ 1:1 đã được xây dựng và trưng bày tại Gundam Front Tokyo, quận Odaiba, mô hình này được hạ xuống ngày 5 tháng 3 năm 2017, sau đó, một bức tượng Unicorn Gundam đã được tạc tại cùng vị trí, giờ được đổi tên thành Gundam Base Tokyo. Ngày 19 tháng 12 năm 2020, tại Yokohama đã mở một khu phức hợp giải trí mang tên Gundam Factory Yokohama, tại đây mọi người có thể chiêm ngưỡng một mẫu RX-78-2 Gundam tỉ lệ 1:1 có thể cử động được.

## Tác động
Gundam là một biểu tượng văn hóa Nhật Bản, một nền công nghiệp trị giá 50 tỷ Yên hằng năm, đạt 54,5 tỷ Yên doanh thu hằng năm vào năm 2006, và 80,2 tỷ Yên vào năm 2014. Tem đã được phát hành, một nhân viên bộ Nông nghiệp Nhật Bản đã bị chỉ trích vì có đóng góp cho các trang bách khoa toàn thư liên quan tới Gundam, Lực lượng Phòng Vệ Nhật Bản đã đặt tên hệ thống chiến đấu cá nhân tân tiến của họ là Gundam